# 基姆薩科查湖 (伊圖瓦塔區)
13°52′25″S 70°15′48″W / 13.87361°S 70.26333°W
基姆薩科查湖（Kimsaqucha），是秘魯的湖泊，位於該國東南部普諾大區，由卡拉瓦亞省的伊圖瓦塔區負責管轄，該湖泊處於卡利亞瓦亞山脈東北面。